# Anneken Hoogwandt
Anneken Hoogwandt (Krefeld, ? - Meurs, na 1680), ook wel Anneken Hoogwant, was een protestantse dichteres, schrijfster van theologische geschriften, en prediker. Zij schreef in het Nederlands en het Duits, en woonde een deel van haar leven in Amsterdam.

## Biografie
Anneken Hoogwandt werd begin 17e eeuw geboren in het graafschap Meurs, dat toentertijd in bezit was van het Huis Oranje-Nassau. Vermoedelijk werd ze calvinistisch opgevoed; naar eigen zeggen bezocht ze als kind een school. Op zijn laatst in 1644 verhuisde ze naar Holland.
Ze schreef tussen 1644 en 1659 theologische verhandelingen en gedichten, in het Duits en in het Nederlands. In de meeste van haar publicaties staat op de titelpagina wel haar naam maar niet die van de uitgever of drukker, wat voor die tijd ongebruikelijk was. Naar verluidt zou ze in Amsterdam op straat hebben gepredikt en haar geld hebben weggegeven aan de armen.
Anneken Hoogwandt was bevriend met de lutherse piëtist Friedrich Breckling (1629-1711). De lutherse theoloog en historicus Gottfried Arnold (1666-1714) vermeldt dat hij haar heeft gekend toen ze in Amsterdam woonde.
Niet lang na 1680 ging ze terug naar Meurs, waar ze ook zou zijn gestorven. Vrienden van Hoogwandt uit Holland betaalden de kosten van haar begrafenis.

## Gedachtegoed
Hoogwandt keerde zich in haar werk tegen de volgens haar te hoogdravende manier waarop er over godsdienst werd gesproken. Ze zei zelf te kiezen voor ‘eenvoudig schrijven en vrouwelijke stijl’. Ze vond goed godsdienstonderwijs erg belangrijk en ging in haar werk in op de betekenis van doop en Avondmaal. Zij schreef niet alleen voor protestanten maar voor alle gelovigen, ook niet-christenen.
Gottfried Arnold vermeldde Hoogwandt in zijn overzicht van devote vrouwen (Unpartheyische Kirchen- und Ketzerhistorie, deel 4). De Duitse theoloog Johann Heinrich Feustking (1672-1713) plaatste haar echter in 1704 op een lijst met ‘valse profetessen’. Latere historici sluiten doorgaans aan bij de interpretatie van Arnold.

## Werk
Niet al haar werk is bewaard gebleven; soms kennen we alleen de titel.
- De Klachten Sions met den Vervolgh. 1645.  Amsterdam. 1645.

- Geestelijke grond en regten verstand der Openb. Johannis, Amst. 1651.

- Christelijke Nieuw-jaar Gedachten. 1657

- De Morgenster

- De Proefsteen

- Lusthof of Geestelijke Liederen.[2]